# Ziemnice (województwo dolnośląskie)
Ziemnice – wieś w Polsce położona w województwie dolnośląskim, w powiecie legnickim, w gminie Kunice.
Do 2023 r. miejscowość była przysiółkiem wsi Grzybiany.
W latach 1975–1998 miejscowość administracyjnie należała do województwa legnickiego.
Ziemnice są położone pomiędzy jeziorami rekreacyjnymi: Kunickim i Koskowickim. Za sprawą sąsiedztwa miastem Legnica i uwarunkowań środowiskowych (otoczenie jezior, rozległy kompleks ogródków działkowych) ulegają intensywnej rozbudowie jednorodzinnej i przekształceniu w przedmieścia Legnicy. Do Ziemnic dociera autobus podmiejski MPK w Legnicy – linia 23.
Zobacz też Ziemnice, Zimnice Małe, Zimnice Wielkie